# نادي عيبال
نادي عيبال الرياضي هو أحد أندية العريقة في مدينة نابلس، تأسس عام 1959.

## التأسيس
أسس نادي عيبال الرياضي في أواسط عام 1959 في مدينة نابلس من مجموعة من الشباب الرياضي المتحمس لخدمة هذا القطاع، وقد عمل على تنفيذ بعض الاهداف نذكر منها ما يلي:
تشجيع وتطوير النشاطات الرياضية وتكوين الفرق الرياضية المختلفة لكافة الالعاب.
ممارسة الانشطة الثقافية وتطوير ما هو إيجابي في هذا المجال.
ممارسة الانشطة الإجتماعية وخلق علاقات إيجابية في اوساط المجتمع المحلي بما يحقق المصلحة العامة.
العمل على ممارسة الانشطة الفنية وإبراز التراث والفلكلور الشعبي الفلسطيني، تشجيع وتنمية الهوايات المختلفة للفئات الرياضية.
يقود النادي حاليا هيئة إدارية مكونة من تسعة أعضاء تنتخبهم الهيئة العامة مرة كل سنتين. وتتكون الهيئة العامة من كافة الاعضاء العاملين ويحق لهم التصويت ويكون الإقتراع وفق نظام النادي، ويبلغ عدد المنتسبين للنادي ما بين أعضاء عاملين ومؤازرين ورياضيين حوالي 900 عضواً يمارسون انشطة مختلفة في النادي، وتعمل الهيئة الإدارية على تنفيذ خطط وبرامج من خلال لجان مختصة رياضية، ثقافية، إجتماعية، فنية، شبابية ومالية.

## أنشطة النادي
- كرة القدم: فريق النادي من مصاف الدرجة الأولى ويمارس اللعبة حوالي 100 لاعب من مختلف الأعمار.
- كرة السلة: يتميز النادي بهذه اللعبة حيث يلعب فريق النادي في الدرجة الممتازة ويمارس اللعبة حوالي 70 لاعباً من مختلف الأعمار، وله إنجازات كبيرة وحاصل على بطولات عديدة على مستوى الوطن ويعتبر من أقوى الفرق في فلسطين.
- كرة اليد: فريق النادي من مصاف الدرجة الأولى، يمارس اللعبة حوالي 20 لاعباً من مختلف الأعمار ويعتبر من أفضل أربعة فرق في فلسطين.
- تنس الطاولة: أبطال فلسطين كأفراد وكفريق وهو حامل لقب بطولة الضفة الغربية ثلاثة عشر عاماً.
- بناء الأجسام: يمارس هذه الرياضة 20 لاعباً من مختلف الأعمار، وقد تحققت نتائج باهرة عن طريق بطل فلسطين في وزن الديك وقد مثل فلسطين عربياً.
- التايكواندو: يمارس هذه اللعبة 20 لاعباً من بمختلف الأعمار، وقد حقق الفريق بطولة فلسطين لعام 1998 ومثل فلسطين ثلاثة من لاعبي عيبال في الدورة الآسيوية في بانكوك.
- الشطرنج: يمارس اللعبة حوالي 10 لاعبين.

## فريق كرة السلة
فريق كرة السلة هو أبرز فرق النادي. من اللاعبين الذين تخرجوا من عيبال الأخوان إسلام عباس وزيد عباس الذان يلعبان في صفوف المنتخب الأردني.

### المشاركات المحلية
فيما يلي بعض البطولات والمشاركات لفريق السلة:
- بطولة الشهداء سرية رام الله الأولى سنوات 1987 و 2000
- وصيف بطل كأس فلسطين 1996
- بطولة الشهيد صلاح خلف 2000
- بطولتي البريج والمغازي 2000
- المشاركة في بطولة شهداء حطين أكثر من مرة.

### المشاركات العربية
أهم مشاركاته كانت في بطولة القدس الأولى في بغداد عام 2001 حيث مثل فلسطين بشكل قوي ضد نخبة من الفرق العربية، وكانت النتائج كالتالي:
- عيبال نابلس ضد الدفاع الجوي (العراق) 60-82 لصالح الدفاع الجوي. صالة صدام حسين (15/2/2001)
- عيبال نابلس ضد الوحدة الدمشقي 82-78 لصالح عيبال. صالة صدام حسين (16/2/2001)
- عيبال نابلس ضد الكرخ (العراق) 75-87 لصالح الكرخ. صالة صدام حسين (17/2/2001)
- عيبال نابلس ضد الإتحاد الحلبي 93-94 لصالح الاتحاد الحلبي. (18/2/2001)
- الشرطة العراقي ضد عيبال نابلس 111-98 لصالح الشرطة. (19/2/2001)
- الوحدات (الأردن) ضد عيبال نابلس 89-85 لصالح الوحدات. صالة صدام حسين (20/2/2001)

### أعضاء فريق كرة السلة
أسماء لاعبي الفريق الأول بكرة السلة حسب توزيع الأرقام:
1. بشير عبد العزيز إبراهيم صوف
2. عنان سعيد فرهود
3. أحمد حسني جبر
4. رائد رشاد العموري
5. حابس رفيفان شاهين
6. نعيم ترابي
7. علي حسنين
8. قاسم ترابي
9. عاصم المصري
10. تامر قناديلو
11. اسحق حسني
12. محمد التمام
13. صالح دويكات
14. عدلي شاهين
مدرب الفريق: كريم عدلي شاهين

### لاعبو الفريق القدامى
من اللاعبين القدامى في فريق كرة السلة:
كريم شاهين، محمد جمال الششتري، عماد الشعار، محمد قاسم زيود، عامر عبدة، نصر المصري، خالد زيدان، نور الأغبر، عبد الوهاب الأغبر، رائد جاموس، زاهي مخلوف، رياض خنفر، عمر هاشم، عماد زيدان، زيدان زيدان. إسماعيل بدران